# Alchemilla indivisa
Alchemilla indivisa é uma espécie de rosácea do gênero Alchemilla, pertencente à família Rosaceae.